# Therese Lundin
Therese Lundin (* 3. März 1979 in Karlskrona) ist eine schwedische Fußballspielerin.

## Laufbahn
Lundin begann mit dem Fußballspielen bei Rödeby AIF. 1995 ging sie zu Östers IF, wo sie bis 1997 spielte. Als Neunzehnjährige schloss sie sich 1998 Malmö FF Dam an, wo sie seither spielt. 2002 erlitt sie eine Verletzung am Knie, die eine Pause bis 2003 erforderte. 2005 wurde sie gemeinsam mit Marta mit jeweils 21 Saisontoren Torschützenkönigin der Damallsvenskan.
Lundin debütierte am 21. April 1999 in der schwedischen Nationalmannschaft, als sich die Auswahl 1:1-Unentschieden von Italien trennte. Im selben Jahr gehörte sie zum Kader bei der Weltmeisterschaft. Bei der Europameisterschaft 2001 gewann sie mit der Auswahl die Silbermedaille und gehörte auch bei der Weltmeisterschaft 2007 wieder zum Turnierkader.